# Мојо Алкантара
Мојо Алкантара (итал. Moio Alcantara) је насеље у Италији у округу Месина, региону Сицилија.
Према процени из 2011. у насељу је живело 746 становника. Насеље се налази на надморској висини од 534 м.

## Становништво
Према резултатима пописа становништва 2011. у општини је живело 756 становника.
| 1931. | 1936. | 1951. | 1961. | 1971. | 1981. | 1991. | 2001. | 2011. |
| ----- | ----- | ----- | ----- | ----- | ----- | ----- | ----- | ----- |
| 832   | 856   | 854   | 892   | 851   | 821   | 889   | 805   | 756   |